# 도사카 에리
도사카 에리(일본어: 登坂 絵莉, 1993년 8월 30일~)는 일본의 은퇴한 레슬링 선수이다. 브라질 리우데자네이루에서 열린 2016년 하계 올림픽에서 여자 자유형 -48kg 금메달을 획득했으며 세계 선수권 대회에서 금메달 3개, 은메달 1개, 아시안 게임에서 금메달 1개, 아시아 선수권 대회에서 동메달 2개를 획득했다. 현역 시절에 도신 주건 여자 레슬링부에서 활동했으며 2022년 3월 31일을 기해 은퇴했다.

## 경력
도사카 에리는 도야마현 다카오카시 출신이다. 그는 국민체육대회 레슬링 그레코로만형 -48kg급에서 우승한 경험이 있는 아버지의 권유로 다카오카 시립 기즈 초등학교 3학년 시절에 다카오카 주니어 교실에서 레슬링을 시작했다. 도사카의 아버지는 일본의 유도 선수인 다치모토 메구미·하루카 자매의 아버지와 함께 다카오카 제1 고등학교 동문이기도 한데 중학교 시절에는 유도 대회에서 서로 맞붙기도 했다.
도사카는 다카오카 시립 난세이 중학교에 입학한 이후부터 "매일 연습하지 않으면 이길 수 없다."라는 생각을 가졌다. 그는 주 3회에 걸친 연습에 그치지 않고 매일 연습을 실시하는 것으로 알려진 미야하라 유의 아버지가 운영하던 미야하라 짐(MIYAHARA GYM)으로 자리를 옮기게 된다. 중학교 3학년 시절에 다카오카 주니어 교실이 매일 연습을 하는 형식으로 변경되면서 원래 소속 팀으로 돌아갔고 전국 중학생 레슬링 선수권 대회에서 우승을 차지하게 된다.
도사카는 아이치현 나고야시에 위치한 시갓칸 고등학교에 입학했고 전국 고등학교 여자 레슬링 선수권에서 2연패를 달성했다. 3학년 때인 2011년에는 전일본 레슬링 선수권 대회 2회전에서 야마모토 미유를 꺾는 등 승승장구했으나 결승에서 오하라 히토미에게 패배했다. 이후 고등학교를 졸업하고 2012년 시갓칸 대학 건강과학부 건강스포츠학과에 입학했다. 대학에 입학한 다음에 열린 전일본 주니어 레슬링 선수권 대회에서 한 체급 높은 자유형 -51kg급에서 우승을 차지했다. 그는 2012년 5월에 일본 도쿄에서 열린 레슬링 월드컵에서 출전 기회를 얻지 못했으나 우승을 차지한 일본 레슬링 국가대표팀 명단에 이름을 올렸다. 또한 전일본 선발 레슬링 선수권 대회에서도 우승을 차지하며 세계 레슬링 선수권 대회 -48kg급 대표 자격을 획득했다.
캐나다 스트래스코나카운티에서 열린 2012년 세계 레슬링 선수권 대회에서 출전한 도사카는 결승전에서 벨라루스의 바네사 칼라진스카야와 맞붙었다. 도사카와 칼라진스카야는 서로 1피리어드씩 포인트를 따내면서 2-2 동점을 만들었고 3피리어드까지 승부를 이어갔다. 그러다가 종료 직전에 칼라진스카야가 도사카를 장외로 밀어냈다며 1포인트를 획득했다. 이에 도사카 측이 장외로 나가지 않았다며 챌린지(비디오 판독을 통한 판정 뒤집기)을 요구했고 심판진은 일단 빅 포인트를 받은 도사카의 승리를 선언했다. 그러자 이번에는 칼라진스카야 측이 그러한 판정에 챌린지를 요청했다. 칼라진스카야가 도사카를 장외로 밀어내기 전에 도사카의 등을 잡은 사실이 확인되면서 칼라진스카야는 1점을 추가했고 칼라진스카야의 승리로 다시 판정이 뒤집혔다. 원래대로라면 챌린지 이후에 나온 결과에 대한 상대의 판정 뒤집기는 인정되지 않았고 이 경기에서 심판장을 맡았던 마리오 살레트니그 자신도 이를 인정했지만 먼저 챌린지를 요구한 것은 칼라진스카야 진영이라는 등 사실에 반하는 변명을 하면서 도사카 측의 항의를 받아들이려 하지 않았다고 한다. 그 뒤에 열린 전일본 레슬링 선수권 대회 결승에서는 지금까지 한 번도 이기지 못했던 규슈 교리쓰 대학 2학년생인 이리에 유키를 꺾고 우승을 차지했다.
도사카는 2013년에 열린 전일본 선발 레슬링 선수권 대회에서 우승을 차지하여 2012년에 이어 세계 레슬링 선수권 대회 대표로 선발되었다. 또한 러시아 카잔에서 열린 2013년 하계 유니버시아드에서도 여자 레슬링 자유형 -48kg급에서 금메달을 차지했다. 헝가리 부다페스트에서 열린 2013년 세계 레슬링 선수권 대회에서는 결승전까지 순조롭게 올랐고 베네수엘라의 마옐리스 카리파에 테크니컬 폴 승리를 거두며 지난 대회에서 오심으로 2위에 그친 패배를 설욕하고 처음으로 세계 선수권 타이틀을 차지했다.
2014년 레슬링 월드컵에서도 우승을 차지한 도사카는 전일본 레슬링 선발 레슬링 선수권 대회 -51kg급 결승전에서 미야하라 유를 꺾고 3연패를 달성하여 세계 레슬링 선수권 대회 대표로 뽑혔다. 우즈베키스탄 타슈켄트에서 열린 2014년 세계 레슬링 선수권 대회에서는 여자 자유형 -48kg급 결승전에서 폴란드의 이보나 마트코프스카를 10-2로 크게 따돌리고 승리를 거두며 세계 선수권 대회 2연패를 달성했다. 대한민국 인천에서 열린 2014년 아시안 게임에서는 결승전에서 2013년 세계 레슬링 선수권 대회 자유형 -51kg급 챔피언인 중국의 쑨야난을 5-1로 꺾고 우승했다. 전일본 레슬링 선수권 대회에서는 3연패를 달성했다.
2015년 전일본 선발 레슬링 선수권 대회에서는 4연패를 달성하고 세계 선수권 대표로 뽑혔다. 미국 라스베이거스에서 열린 2015년 세계 레슬링 선수권 대회에서는 결승전에서 2012년 런던 하계 올림픽 은메달리스트인 아제르바이잔의 마리야 스타드니크와 맞붙었다. 그는 소극적인 경기 진행이라는 이유로 액티비티 타임(AT) 경고를 받아 2점을 허용했지만 종료 10초 전에 빅 포인트가 되는 외다리 태클로 동점을 만들었다. 동점일 경우에는 빅포인트를 얻는 쪽이 승자가 되기 때문에 스타드니크 측은 도사카의 포인트는 장외로 밀어낸 1포인트가 아니냐고 판정에 이의를 제기하는 챌린지를 행사했으나 인정받지 못했고 포인트는 3-2가 되었다. 이로써 도사카는 세계 레슬링 선수권 대회 3연패를 달성했다. 또한 전일본 레슬링 선수권 대회에서 출전하기만 하면 규정에 의해 2016년 리우데자네이루 하계 올림픽 대표로 내정되게 되었다. 전일본 레슬링 선수권 대회에서는 일본 레슬링 협회가 힘센 외국 선수에 대응하기 위하여 제시한 대책 차원에서 1계급 높은 여자 자유형 -53kg급에 출전했는데 결승전에서 규슈 교리쓰 대학 3학년생인 이리에 유키와의 접전에서 승리하여 올림픽 대표 자격을 획득했다.
태국 방콕에서 열린 2016년 아시아 레슬링 선수권 대회에서는 준결승전에서 중국의 쑨야난에게 4-5 패배를 당하여 공동 동메달에 그쳤는데 2012년 세계 레슬링 선수권 대회 이후 3년 6개월 만에 패전했다. 또한 그의 연승 기록도 59연승에서 멈추게 된다. 2016년 8월 17일에 열린 2016년 리우데자네이루 하계 올림픽에서는 2회전에서 카자흐스탄의 줄지즈 에시모바에게 6-0 승리, 8강전에서 미국의 헤일리 오겔로에게 11-2 승리, 준결승전에서 중국의 쑨야난에게 8-3 승리를 기록했다. 아제르바이잔의 스타드니크와 맞붙은 결승전에서는 초반에 1-2로 뒤지고 있다가 종료 직전에 한쪽 다리 태클을 걸어 상대 선수의 등을 잡고 3-2 역전승을 따내어 금메달을 획득했다. 2016년 9월에는 하계 올림픽에서의 활약이 평가되어 도야마 현민 영예상을 수상했다. 또한 2016년 11월에는 일본 정부로부터 자수포장을 받았다.
2017년 1월에는 자신이 오랫동안 갖고 있던 상처였던 왼쪽 엄지발가락 수술을 받았고 같은 해 8월에 열린 세계 레슬링 선수권 대회에 참가하지 못했다. 2017년 9월에는 1년 1개월 만에 열린 복귀전인 전일본 여자 오픈 레슬링 선수권 대회에서 자유형 -53kg급으로 출전하여 우승을 차지했다. 전일본 레슬링 선수권 대회에서는 새로 등장한 계급인 여자 자유형 -50kg급에 출전했으나 8강전에서 승리한 시점에서 왼쪽 무릎과 왼쪽 발목 부상을 악화시키지 않기 위해 기권했다.
2018년 6월에 열린 전일본 레슬링 선발 선수권 대회 준결승에서 자위대 체육학교 소속의 이리에 유키에게 2-6 패배를 기록하여 공동 3위에 그쳤고 세계 레슬링 선수권 대회 출전이 좌절되었다. 전일본 레슬링 선발 선수권 대회에서는 준결승전에서 이리에에게 패배하여 공동 3위로 마감했다.
2019년 6월 16일에 열린 전일본 레슬링 선발 선수권 대회 여자 -50㎏급 결승전에서 스사키 유이와 맞붙었지만 패배했고 같은 해 9월에 열린 세계 레슬링 선수권 대회에 출전할 가능성이 없어졌다. 그는 전일본 레슬링 선수권 대회 준결승전에서 스사키에게 0-6 패배를 기록했기 때문에 2020년 도쿄 하계 올림픽 대표가 될 수 없었다.
도사카는 2020년 8월 5일에 종합격투기 선수인 구라모토 가즈마와 결혼했다. 2021년 8월 21일에는 자신의 소셜 네트워크 서비스(SNS)를 통해 같은 해 8월 10일에 첫 아이가 된 남자 아이를 출산한 사실을 전했다. 2022년 4월 1일에는 도사카가 도신 주건에서 퇴사한 사실이 확인되었다.